# 蒙費拉托的科拉多
蒙費拉托的科拉多（義大利語：Corradodel Monferrato；皮埃蒙特語：Conràëd Monfrà，？—1192年4月28日）也即蒙特費拉特的康拉德（英語：Conrad of Montferrat）是一位西歐貴族，是第三次十字軍東征的主要參與者之一。他於1190年11月24日與耶路撒冷的伊莎貝拉一世結婚，成為事實上的耶路撒冷國王康拉德一世，但直到1192年在他去世前幾天才正式當選。從1191年開始，他兼任第八代蒙費拉托侯爵。